# Германия във Втората световна война
Историята на Германия през Втората световна война е пряко свързана с Нацистка Германия под водачеството на Адолф Хитлер, който идва на власт в Германия през 1933 г. Оттогава нататък Германия превъоръжава армията си и влиза в конфронтации с други страни. По време на Втората Световна война тя окупира по-голямата част от Европа, разгромява Франция, отнема Норвегия, нахлува в Югославия и Гърция и окупира големи части от европейската територии на Съветския съюз. Също така Германия сключва договори и съюзи с Италия, Япония, Унгария, България и Румъния. След загубата в битката при Сталинград през 1942 г. развитието на войната се обръща срещу Германия. В последстие Германия е победена, което довежда до края на Нацистката държава и смъртта на нейния лидер Адолф Хитлер.

## Германия по време на Втората световна война (1939-1945)

#### В началото на войната (1939)
На 1 септември 1939 г. официално се дава старт на световната война. В ранната утрин, към в 4 часа и 45 минути, първоначално Луфтвафе нанася удари по летищата, комуникационните възли, унищожава по-голямата част от полските военновъздушни сили и разрушава полската железопътна система. Инвазията дава повод на Великобритания и Франция да обявят война два дни по-късно в съгласие с договора с Полша. Веднага след това Австралия, Канада, Нова Зеландия, Южна Африка и Индия също обявяват война на Германия. На 17 септември Съветският съюз също нахлува в Полша. По това време германското настъпление е навлязло дълбоко в Полша. Инвазията е пряк пример за така наречения „Блицкриг“ (Светкавична война). Полша е разгромена. След края на кампанията започва относително спокойният период на войната, наречен „Странна война“. Тя свършва, когато Германия навлиза в Дания и Норвегия през април 1940 г. (виж Операция Везерюбунг) и в Холандия, Белгия, Люксембург както и Франция през май (виж Битка за Франция).
Всички от нападнатите държави бързо се предават и силите на Великобритания и нейните съюзници изтърпяват унизителна загуба в Норвегия и почти унищожително отстъпление във Франция. Великобритания е заплашена с морско нападение (виж Операция Морски лъв), но по време на битката за Британия Луфтвафе се проваля в опита си да осигури въздушно надмощие и нападението се отлага за неопределено време. Въпреки това малка част от Великобритания, Канарските острови, е завладяна от Германия до края на войната.

#### Италия и Източна Африка (1940)
През юни 1940 г. Бенито Мусолини съюзява Италия с Германия и държавата му обявява война на Великобритания и Франция. През август италианските колониални сили вземат надмощие в Италианска Източна Африка и окупират Британска Сомалия.

##### Югоизточна Европа
На 7 септември 1940 г. под диктата на СССР и Германия се сключва Крайовската спогодба между България и Румъния. На България се връща територията на Южна Добруджа, загубена след Първата световна война. Извършва се и размяна на население. На 8 октомври същата година немските войски влизат в Румъния. На 20 ноември Унгария се присъединява към Тристранния пакт, последвана от Румъния на 23 ноември и Словакия на 24 ноември.
Италианското нахлуване в Гърция през ноември 1940 г. не е успешно и италианските войски са изтласкани в Албания, окупирана от Италия още от 1939 г. На 1 март 1941 г. България се присъединява към Тристранния пакт и немски войски влизат в София. На 25 март Югославия се присъединява към същия пакт, но два дни по-късно югославското правителство е свалено от власт, чрез организиран от британското разузнаване военен преврат. В резултат на това, в началото на април немските войски нападат през българска, румънска и унгарска територия Югославия, а през българска територия и Гърция. Целта на това германско нашествие е да помогне на съюзниците си и да изгони британските войски от Гърция, предотвратявайки по този начин евентуална заплаха за находищата на нефт в Румъния от страна на вражеските войски. Вермахтът успява за три седмици да наложи властта си на Балканите, отблъсквайки британските подкрепления. На 20 май немски парашутисти завземат остров Крит, а остатъците от разбитата английска армия се оттеглят към Кипър и Египет. Мисията на английските части на острова може да е неуспешна, но отлага с цели шест седмици нахлуването в Русия.

#### Съветски съюз (1941)
В съгласие с договора Рибентроп-Молотов между СССР и Германия през 1939 г. и съветските войски нахлуват в Полша. Не се стига до конфликт между държавите съюзнички още две години. Широко е разпространено мнението, че до немското нападение съветското командване не приема никакви сериозни отбранителни мерки. За Германия войната в Западна Европа е само увертюра в сравнение със замислените операции срещу комунистическа Русия. Успешните кампании срещу Полша, Франция и Скандинавия и слабостите показани от Русия по време на Зимната война карат Хитлер да вярва, че има силите да победи Русия.
Акцията срещу комунистическа Русия, операция „Барбароса“, била предвидна да започне по-рано, но не е взето предвид забавянето на германските войски на Балканите и Северна Италия. Пропиляна е голяма част от хубавото лятно време и атаката започва на 22 юни 1941 г. Вермахтът в началото бързо и успешно се справя със съветската съпротива и германските войници завладяват големи територии от западната част на Съветския съюз. Тяхната единствена значителна старатегическа грешка е нападението срещу Москва, което било съпроводено от твърдата съпротива от страна на руснаците. Следващите няколко години на германо-съветски фронт били по-малко успешни за Хитлер.

#### Германия губи позиции (1942-1943)
Германия няма резерви за да попълни загубите от една нова скъпо струваща кампания този път срещу СССР. Друг недостатък е неспособността на германците да възстановят двата основни фактора в нападателната си мощ – военновъздушните и бронетанковите сили. Първото значително поражение на Германия е по време на контранастъплението на СССР при Москва през зимата на 1941/42 г.
Германия обявява война на САЩ веднага след атаката на Япония срещу американската военноморска база в Пърл Харбър през декември 1941 г. Оттогава цялата боеспособност на американската войска и огромният военно-промишлен потенциал на Съединените щати се насочват срещу Германия и Япония. Първото значително поражение на германците в Северна Африка е във втората битка при Ел Аламейн през 1942 г. Приблизително по това време се влошава ситуацията за силите от оста на Източния фронт. През пролетта и лятото на 1942 г. Вермахтът постига големи успехи срещу Червената армия например в битката при Керч и при обсадата на Севастопол), но в битката при Сталинград (юли 1942 и февруари 1943 г.) търпи тежко поражение.

#### Защита на Райха и край на войната (1944-1945)
За да може да задържи позициите срещу настъпващите руски войски, Хитлер все повече опразва германо-френския фронт и препраща по-голямата част от оставащите му сили на изток. Така и повечето произведени от германците оръжия, муниции и танкове са изпратени на германо-съветски фронт. През това време съюзниците струпват значителен брой войски в долината на река Райн. Първоначалното настъпление е поверено на генерал Монтгомъри. До края на март 1945 г. той успява да събере 25 дивизии и се готви за масирано настъпление. За да объркат плановете на съюзниците, германците взривяват множество мостове по продължение на по-големите реки. В навечерието на преминаването на Рейн Хитлер издава заповед, която гласи, че битката трябва да се води без да се съобразяваме със собственото си население. На регионалните представители е заповядано да бъдат унищожени всички заводи и главни електроцентрали. Целта е пътят на съюзническите войски да се превърне в пустиня. Министърът на оръжията, боеприпасите и въоръжаването Алберт Шпеер се обявява строго против тази мярка. Смаян от подобно безсърдечие той се среща с ръководителите на армията и промишлеността и без големи затруднения ги убеждава да не се подчиняват на нареждането на Фюрера.
На 30 април Хитлер се самоубива заедно с жена си в развалините на берлинското си убежище. Един милион немски и италиански войници в Италия и Австрия се предават. На 4 май представители на германските въоръжени сили подписват договор за капитулация и прекратяване на всички сражения. На 7 май е подписан още един документ, свързан с капитулацията на всички германски войски. Войната в Европа е прекратена официално в полунощ на 8 май 1945 година.